# Brendan Buckley
Brendan Buckley (Morristown, Nova Jersey, 13 de março de 1974) é um baterista norte-americano.

## Biografia
Buckey é filho de mãe coreana, Soon Ja Kim, e  pai irlandês-americano, Dennis Buckley. Iniciou sua educação musical tocando piano e trompete nas aulas de música das escolas públicas que frequentou,posteriormente estudou bateria com os professores Sonny e Tommy Igoe. Formou-se na classe de 1992 na Roxbury High School.
Aos 18 anos mudou-se para para a cidade de Miami na Flórida para frequentar a Escola de Música da Universidade de Miami. Na época da formatura, ele lançou um álbum e turnê com a banda de rock Fulano de Tal (BMG), com o cantor e compositor Elsten Torres. Um ano depois, ele tocou bateria com Julio Iglesias para sua turnê "Tango".
Após essa turnê, Brendan gravou como baterista o álbum "Dónde están los ladrones?" (lançado em 1998) com a cantora colombiana Shakira. Ele acompanhou mais três turnês mundiais com a cantora: Oral Fixation Tour (2005 / 2006), The Sun Comes Out World Tour (2010 / 2011) e a mais recente El Dorado World Tour (2018).
Ao mesmo tempo, Brendan também encontrou tempo para gravar com DMX, Lauren Hill, Gloria Estefan, All-Stars Spam, Lara Nil, Mariana Ochoa, Julio Iglesias Jr, Alejandra Guzmán, Jey Alih, Zach Zisken, The Kind, Popvert, Clambake 2000, Rosa Monte BD Lenz, Diane Ward, Damine Rice, Raw B. Jae, Sixo, Pedro Suarez Vertiz, Soledad, Lisa Hannigan, Natalia Oriero, Fernando Osorio, Alicastro, Leo Quintero, Gayle Ritt, Pete Masitti, Shalim e Maria Bestar .